# Qaqortoq Heliport
Qaqortoq Heliport (IATA: JJU, ICAO: BGJH) er en grønlandsk heliport beliggende i Qaqortoq (Julianehåb) med et asfaltlandingsområde med en radius på 30 m. I 2008 var der 15.085 afrejsende passagerer fra heliporten fordelt på 2.334 starter (gennemsnitligt 6,46 passagerer pr. start).
Qaqortoq Heliport drives af Mittarfeqarfiit, Grønlands Lufthavnsvæsen. Statens Luftfartsvæsen fører tilsyn med heliporten.

## Eksterne links
- AIP for BGJH fra Statens Luftfartsvæsen Arkiveret 24. februar 2012 hos  Wayback Machine